# Surveillance médicale renforcée
La surveillance médicale renforcée  (SMR) est dans le domaine de la médecine (et du droit du travail) une surveillance médicale plus fréquente ou plus complète de personnes dans une situation personnelle de risque particulier (ex : grossesse) ou affectées à certains travaux ou métiers connus pour certains facteurs de risque, par exemple pour des personnes en situation de « travail posté » et/ou exposée à certains risques (plomb, mercure, arsenic, amiante, risques induits par certains agents biologiques, produits ou émanations chimiques, bruit, utilisation de médicaments à risques, dont les opiacés, radiations, vibration, certains travaux par exemple en milieu agricole ou sous pression hyperbare (source de maladies liées à la pression), ou pour des personnes jugées plus vulnérables en raison de leur âge ou d'une grossesse. La surveillance médicale renforcée a notamment une vocation de dépistage et un rôle préventif
Les législations nationales précisent le type de surveillance médicale renforcée obligatoire et la fréquence des visites médicales ; la réglementation varie selon les pays et elle évolue avec les connaissances médicales et scientifiques. 
Elle concerne généralement aussi certains travailleurs intérimaires (Beaucoup d'entreprises tendent à utiliser des travailleurs intérimaires pour les travaux brefs ou dangereux, dont dans le domaine de l'Industrie nucléaire, ce qui rend le suivi à long terme de leur santé parfois difficiles). 

## Lasurveillance médicale renforcéeen France
Le toilettage en cours depuis plusieurs années du code du travail concernant la santé au travail est à l'origine de nombreuses abrogations et création d'articles. De plus, certaines suppressions d'arrêtés ont été attaquées en justice par des syndicats, entrainant - par le Conseil d'État - des annulations partielles de modifications légales. Le lecteur est donc invité à régulièrement vérifier les textes à la source (Légifrance)
Début 2015, selon l'article R. 4624-18 du Code français du travail, elle est obligatoire pour   :
1. Les travailleurs âgés de moins de dix-huit ans ;
2. Les femmes enceintes  ;
3. Les salariés exposés : 
a) A l'amiante[7] ; 
b) Aux rayonnements ionisants[8],[9] ;  
c) Au plomb dans les conditions prévues à l'article R. 4412-160 ; 
d) Au risque hyperbare ; 
e) Au bruit dans les conditions prévues au 2° de l'article R. 4434-7[2] ; 
f) Aux vibrations dans les conditions prévues à l'article R. 4443-2 ; 
g) Aux agents biologiques des groupes 3 et 4 ; 
h) Aux agents cancérogènes, mutagènes ou toxiques pour la reproduction de catégories 1 et 2 ;
4. Les travailleurs handicapés.

L'Article R4626-27 du Code du travail ajoute que bénéficient aussi d'une SMR   
- « Les mères d'un enfant âgé de moins de deux ans » ;
- « Les jeunes travailleurs âgés de moins de dix-huit ans » ;
- « Les agents réintégrés après un congé de longue durée ou de longue maladie » ;
- « Les agents ayant changé de type d'activité ou d'établissement pendant une période de dix-huit mois à compter de leur nouvelle affectation ».

Le travail de nuit (source de risques d'insomnies et de désynchronisation des rythmes biologiques) est lui concerné par un surveillance médicale particulière, avec une visite médicale tous les six mois.
Le médecin du travail, « sous réserve de la périodicité des examens prévue aux articles R. 4624-16 et R. 4451-84 »,  est juge des « modalités de la surveillance médicale renforcée, en tenant compte des recommandations de bonnes pratiques existantes ».
Nature et modalités de la surveillance : « Cette surveillance comprend au moins un ou des examens de nature médicale selon une périodicité n'excédant pas vingt-quatre mois », exercée conformément à la loi dans le cadre de la Santé au travail, par le médecin du travail de l'entreprise (ou de l'entreprise de travail temporaire) mais dans le cas des travailleurs intérimaires cette surveillance médicale renforcée (SMR) peut aussi être prise en charge par le médecin du travail de l'entreprise utilisatrice  qui est aussi responsable des examens complémentaires nécessaires nécessaire à la détection d'éventuelles contre-indication au poste de travail  . Dans ce dernier cas, elle fait appel à un médecin ayant connaissance des risques spécifiques à l’entreprise et doit informer le médecin inspecteur régional du travail et de la main-d'œuvre (MIRT) de son intention de faire appel à un autre médecin, et elles doivent communiquer au service de santé au travail concerné les coordonnées de leur service de médecine du travail pour faciliter l'échange d'informations entre les deux services dans le respect des obligations de confidentialité et de protection des données de santé personnelles. Le médecin du travail peut « demander plus amples informations à l’entreprise intérimaire sur les postes que pourraient occuper ces salariés temporaires afin de pouvoir obtenir l’ensemble des éléments pour répondre à la mission qui lui est confiée ». 
En France, le premier examen médical se fait avant l'embauche (ou au plus tard avant l'expiration de la période d'essai).
jusqu'en 2008, l'Article R241-50 (abrogé) prévoyait qu'en plus de ce que la réglementation avai rendu obligatoire, des accords de branche étendus entre partenaires sociaux pouvaient lister des métiers et postes nécessitant une surveillance renforcée. 
« Une fiche d’aptitude est établie par le médecin à l’issue de chaque examen, cette fiche viendra compléter le dossier médical du salarié »
Dans certains cas le salarié a également droit à une surveillance post-professionnelle.